# Adelphocoris quadripunctatus
Adelphocoris quadripunctatus är en insektsart som först beskrevs av Fabricius 1794.  Adelphocoris quadripunctatus ingår i släktet Adelphocoris, och familjen ängsskinnbaggar. Arten är reproducerande i Sverige.

## Bildgalleri

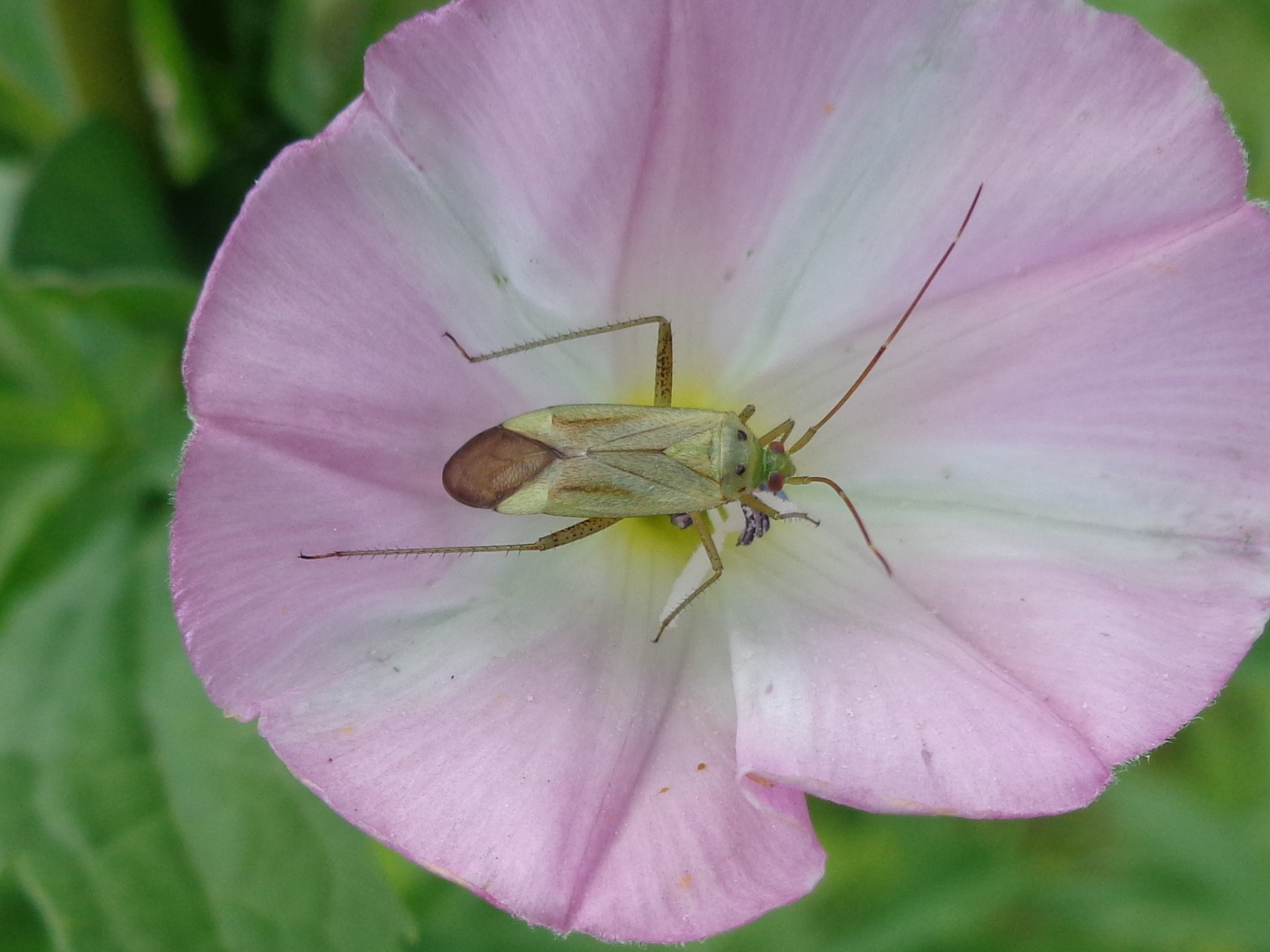
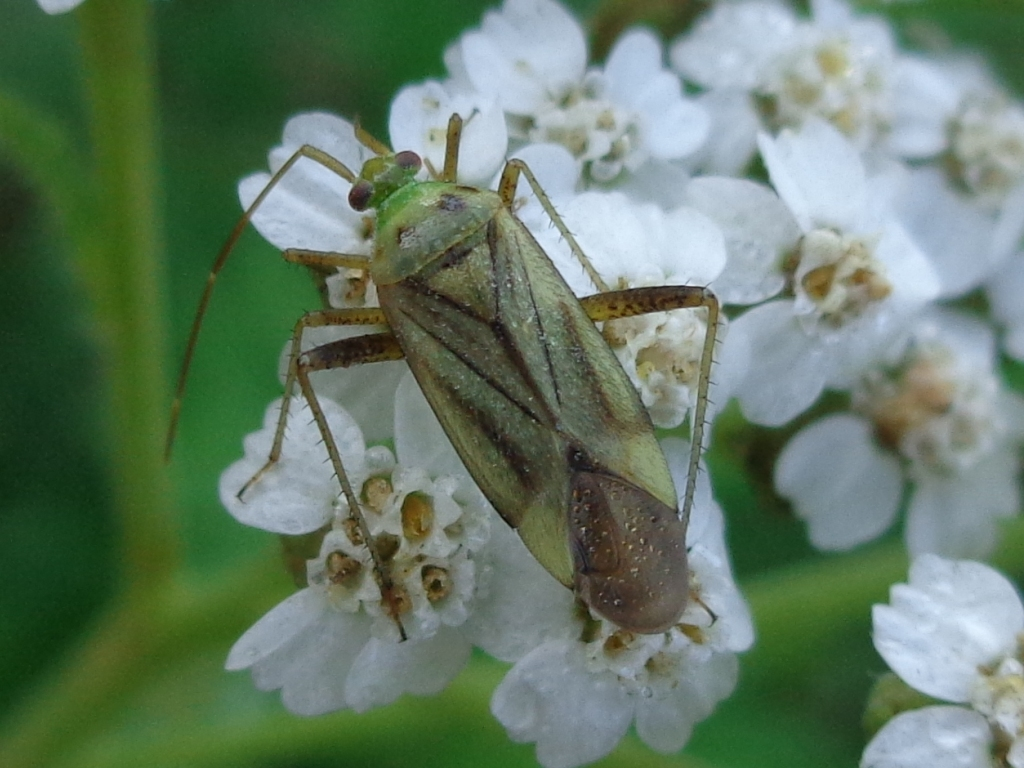
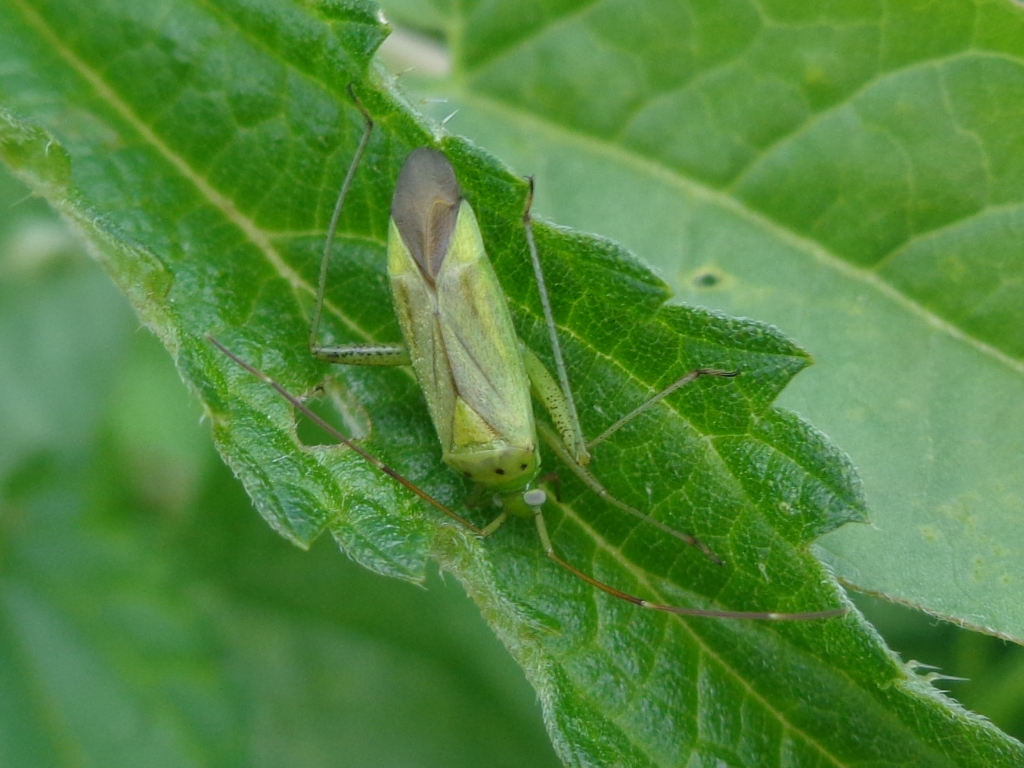
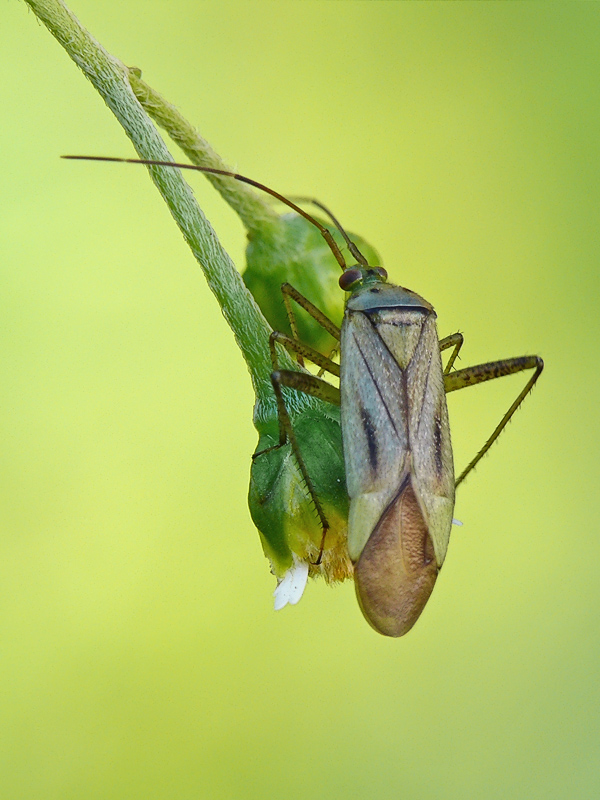
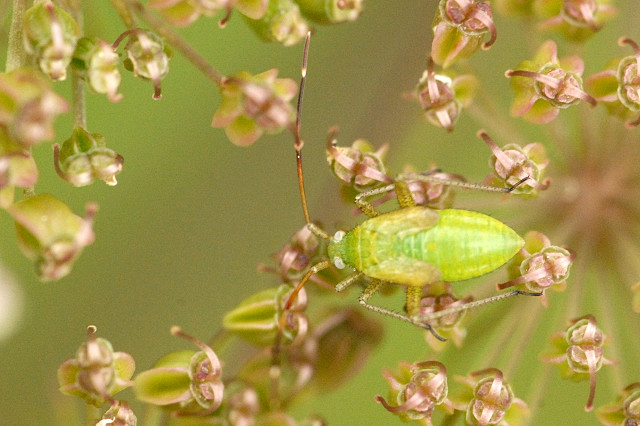
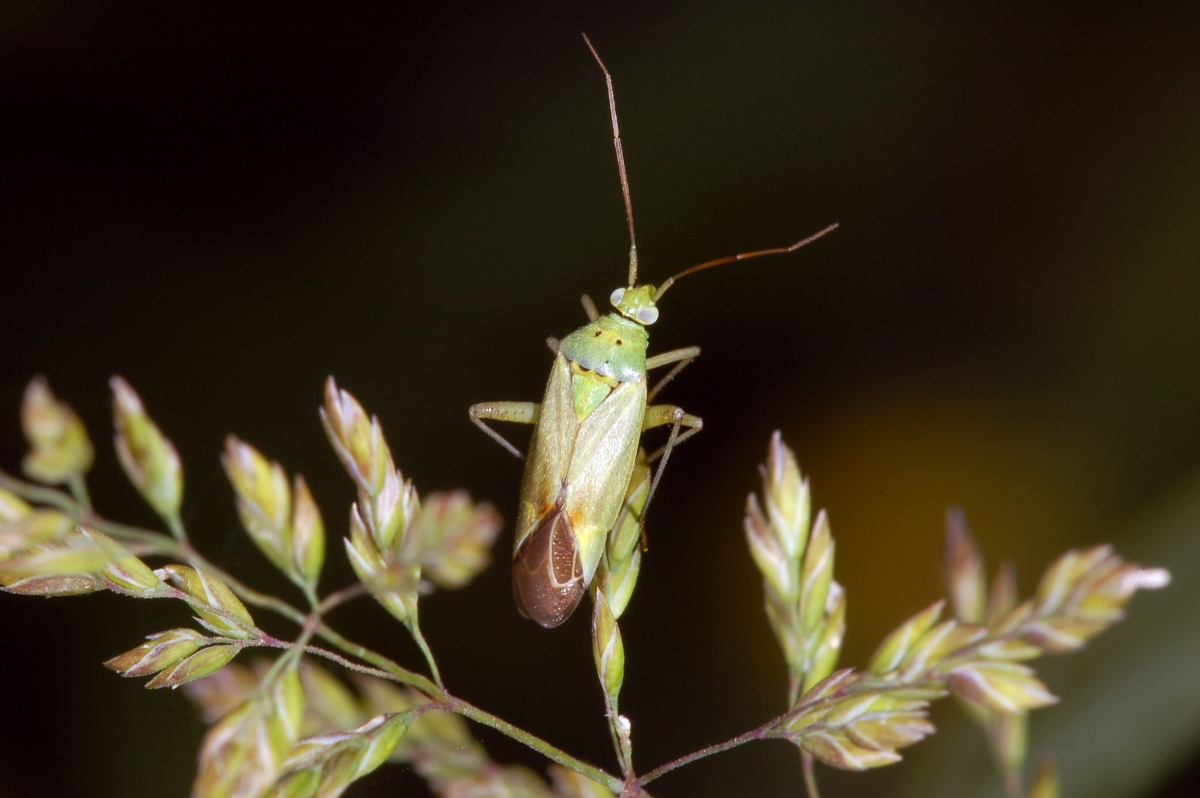